# Орда Іхен
Орда Іхен, Орда Ічін (Орд Еззен, 1204—1280) —  татарський хан, один із ханів Улуса Джучі, що керував його східною частиною в ХІІІ столітті.

## Біографія
Орда Іхен, син хана Джучі та старший онук Чингісхана, є засновником так званої Білої Орди. Хоча Орда Іхен мав сподівання бути спадкоємцем свого батька і діда, той призначив своїм наступником і спадкоємцем, правителем Улуса Джучі свого молодшого сина Батия, його брата. Хан Батий, у свою чергу, ділив владу з молодшим братом ханом Шибаном. Хан Орда дістав у володіння землю між сучасними озером Балхаш та річкою Волга, де згодом постала Біла Орда — країна Орда Іхена і його роду. Вважається першим ханом Білої Орди. Західніше Волги, на землях його брата Батия, постала Синя Орда — країна Батия.